# ساوت اوکندون
ساوت اوکندون (به انگلیسی: South Ockendon) یک روستا در بریتانیا است که در اسکس واقع شده‌است.